# اویاما، توچیگی
اویاما در استان توچیگی در کشور ژاپن  واقع شده‌است  که دارای جمعیت ۱۶۲٬۲۸۳ نفر و مساحت ۱۷۱٫۶۱ کیلومتر مربع با تراکم جمعیت ۹۴۶  نفر در کیلومترمربع است و در تاریخ ۳۱ مارس ۱۹۵۴ به عنوان شهر شناخته شد.